# Johann Wilhelm Detlev Georg
Johann Wilhelm Detlev Georg (* 21. Juli 1779 in Oldenburg (Oldb); † 31. März 1840 ebenda) war deutscher Verwaltungsjurist und oldenburgischer Kammerdirektor.

## Leben
Georg wurde als Sohn des Regierungsrats und späteren Vizedirektors der Regierungskanzlei Johann Conrad Georg (1741–1807) geboren. Er besuchte das Gymnasium in Oldenburg und studierte von 1798 bis 1801 Rechtswissenschaften an der Universität Göttingen. Nach einer kurzen Tätigkeit als Untergerichtsanwalt wurde er 1804 als Sekretär bei der Oldenburgischen Kammer angestellt und 1808 zum Assessor ernannt. Im Oktober 1810 wurde er Amtmann in Rastede, verlor diesen Posten aber bereits im folgenden Jahr durch die französische Besetzung des Landes und wurde stattdessen Friedensrichter des nun französischen Cantons Rastede. Nach der Rückkehr des Herzogs Peter Friedrich Ludwig erhielt er 1814 erneut die Leitung des nun bedeutend vergrößerten Amtes Rastede, um dessen Ausbau er sich große Verdienste erwarb. Angesichts des kontinuierlichen Bevölkerungswachstums konnte der steigende Landhunger gerade der sozialen Unterschichten allerdings nur durch Aufteilung bisheriger Gemeinheiten sowie durch die Urbarmachung der Moore einigermaßen befriedigt werden. Georg initiierte und organisierte die Teilung dieser Gemeinheiten in seinem Amtsbezirk, setzte sich für die Einführung verbesserter Anbaumethoden ein und trieb die Besiedlung der Ödlandflächen voran. Über seine Erfahrungen veröffentlichte er mehrere Aufsätze in den Oldenburgischen Blättern.
Er gehörte zu den ersten Mitgliedern der 1818 gegründeten Landwirtschaftsgesellschaft, wurde 1822 in deren Vorstand gewählt und war von 1832 bis 1839 erster Vorsitzender dieser Gesellschaft. 1821 wurde der erfahrene Beamte zur Zentralverwaltung in Oldenburg versetzt. Er war zunächst als Rat bei der Regierung tätig und wechselte 1830 zur Kammer über. 1832 wurde er zum Vizedirektor, 1837 zum Direktor der Kammer ernannt und mit dem Titel Staatsrat ausgezeichnet. Seit 1824 gehörte er auch der Direktion der Witwen-, Waisen- und Leibrenten-Kasse an, deren Vorsitz er 1832 übernahm. 1840 erhielt er zusätzlich den Vorsitz im Oldenburgischen Militärkollegium.

## Familie
Georg war zweimal verheiratet. Am 30. Juni 1809 heiratete er Wicherine Johanne Gebhardine Schelten (1789–1837), die Tochter eines Domänenrats in Leer. Nach ihrem Tod heiratete er am 27. Mai 1838 Charlotte Ernestine von Finckh (1809–1899), die Tochter des 1813 von den Franzosen erschossenen Kanzleirats Christian Daniel von Finckh (1765–1813). Aus der Ehe gingen zwei Töchter hervor, von denen Christel Karoline den Geheimen Staatsrat Carl Friedrich Hayessen (1794–1862) und Elisabeth Sophie Amalie den oldenburgischen Obergerichtspräsidenten Georg Ernst von Finckh (1803–1889) heiratete.